# Linddalene
Linddalene (også kaldet Lindalene eller Lindale) er en 41 ha skov beliggende i den nordvestlige del af Hadsund. Linddalene var oprindeligt en del at herregården Dalsgaards privilegerede jord. Skoven blev fredet i 1992 for at bevare det afvekslende landskab og sikre offentlighedens adgang til området.  Siden 2007 har området været ejet af Mariagerfjord Kommune, som nu sørger for naturplejen. Linddalene domineres af bøg, eg og gran, afbrudt af mindre åbne arealer, bestående af hede.
Linddalene er skabt af smeltevand efter sidste istid for ca. 15.000 år siden.
Langs Markedsgade løber den gamle hulvej. Den er skabt over flere hunrede år at dyr og mennesker, der har vandret af den gamle vej mellem Astrup og Hadsund.
Linddale nævnes første gang i et dokument fra 1468 (kendt fra en afskrift fra 1655). I 1798 staves navnet "Lind Dalene". Ca. halvdelen af skoven ligger i Hadsund by. Linddalene var i 1900-tallet meget større, men en del af den er siden blevet bebygget.

## Gravhøje

### Lindhøj
Lindhøj er en 3,5 m høj gravhøj der ligger i den nordvestlige del af Linddalene. Gravhøjen er 32 meter i diameter. Højen ligger i krydset ved gamle Marksvej og den gamle vej mellem Hadsund og Vive. Gravhøjen er fredet før 1937.

## Marienhøj Plantage
Den nærliggende skov Marienhøj Plantage ligger fem meter nord for Linddalene, kun adskilt af Astrupvej, som krydser igennem skoven.